# Hiromi Yamamoto
Hiromi Yamamoto (山本 宏美 (Yamamoto Hiromi?); Shiraoi, 21 aprile 1970) è un'ex pattinatrice di velocità su ghiaccio giapponese.

## Palmarès

### Olimpiadi
- Bronzo a Lillehammer 1994 nei 5000 metri.